# Березина (приток Назаровки)
Березина — река в России, протекает по территории Саратовского района и города Саратов. Длина реки составляет 10 км, площадь водосборного бассейна — 61,6 км².

## География и гидрология
Река протекает в городском округе Саратов, исток расположен в овраге Плетнев. На ней расположена деревня Кокурино и село Березина Речка. На реке имеются несколько малых водохранилищ.
По данным водного реестра, река впадает в Волгоградское водохранилище, в 958 км от устья Волги. По данным карты Госгисцентра, она является притоком реки Назаровки, которая в свою очередь впадает в водохранилище.

## Данные водного реестра
По данным государственного водного реестра России относится к Нижневолжскому бассейновому округу, водохозяйственный участок реки — Волга от Саратовского гидроузла до Волгоградского гидроузла, без рек Большой Иргиз, Большой Караман, Терешка, Еруслан, Торгун. Речной бассейн реки — Волга от верхнего Куйбышевского водохранилища до впадения в Каспий.
Код объекта в государственном водном реестре — 11010002212112100010992.